# Necip Uysal
Necip Uysal (Bakırköy, 24 januari 1991) is een Turks voetballer spelend bij  Beşiktaş. Op 19-jarige leeftijd mocht hij debuteren voor het nationale voetbalelftal van Turkije. Hij begon zijn carrière bij Yıldırım Bosnaspor.

## Clubcarrière
Necip Uysal kwam in 2004 bij de jeugdopleiding van Beşiktaş. In 2009 mocht hij debuteren in het eerste elftal. Anno 2024 speelde hij meer dan 450 wedstrijden voor de club en won daarbij 7 hoofdprijzen. Alleen Mehmet Özdilek speelde meer wedstrijden dan Uysal bij de club. 

## Interlandcarrière
In 2010 mocht Necip Uysal debuteren voor het Turks voetbalelftal. Dat bleek achteraf zijn enige wedstrijd in het nationale shirt te zijn.

## Erelijst
| Competitie          | Aantal   | Jaren                     |
| Beşiktaş            | Beşiktaş | Beşiktaş                  |
| ------------------- | -------- | ------------------------- |
| Süper Lig           | 3x       | 2015/16, 2016/17, 2020/21 |
| Turkse voetbalbeker | 3x       | 2010/11, 2020/21, 2023/24 |
| Turkse supercup     | 2x       | 2021, 2024                |

## Privé
Uysal is etnisch Albanees.